# Championnats d'Europe de cyclisme sur route 2002
Navigation
Édition précédente Édition suivante
Les Championnats d'Europe de cyclisme sur route 2002 se sont déroulés du 2 au 4 août 2002, à Bergame en Italie. Le contre-la-montre s'est disputé à Grassobbio.

## Compétitions
| Vendredi 2 août - Femmes - moins de 23 ans - Hommes - moins de 23 ans | Dimanche 4 août - Femmes - moins de 23 ans - Hommes - moins de 23 ans |

## Résultats
| Compétitions             | Or                       | Temps           | Argent                    | Temps  | Bronze                  | Temps        |
| Hommes - moins de 23 ans |                          |                 |                           |        |                         |              |
| Course en ligne          | Michael Albasini Suisse  | 4 h 01 min 46 s | Mikhail Timochine Russie  | m.t.   | Matthieu Sprick France  | m.t.         |
| Contre-la-montre         | Jonas Olsson Suède       | 39 min 10 s     | Alexander Bespalov Russie | + 14 s | Jure Zrimšek Slovénie   | + 25 s       |
| Femmes - moins de 23 ans |                          |                 |                           |        |                         |              |
| Course en ligne          | Trixi Worrack Allemagne  | 2 h 51 min 20 s | Evy Van Damme Belgique    | m.t.   | Virginie Moinard France | m.t.         |
| Contre-la-montre         | Olga Zabelinskaïa Russie | 32 min 22 s     | Vera Carrara Italie       | + 48 s | Vera Koedooder Pays-Bas | + 1 min 04 s |

## Tableau des médailles
| Rang  | Nation    | Or | Argent | Bronze | Total |
| ----- | --------- | -- | ------ | ------ | ----- |
| 1     | Russie    | 1  | 2      | 0      | 3     |
| 2     | Suède     | 1  | 0      | 0      | 1     |
| 2     | Allemagne | 1  | 0      | 0      | 1     |
| 2     | Suisse    | 1  | 0      | 0      | 1     |
| 5     | Belgique  | 0  | 1      | 0      | 1     |
| 5     | Italie    | 0  | 1      | 0      | 1     |
| 8     | France    | 0  | 0      | 2      | 2     |
| 9     | Pays-Bas  | 0  | 0      | 1      | 1     |
| 9     | Slovénie  | 0  | 0      | 1      | 1     |
| Total | Total     | 4  | 4      | 4      | 12    |